# Сверхъестественное (10-й сезон)
Десятый сезон американского мистического телесериала «Сверхъестественное», созданного Эриком Крипке, премьера которого состоялась на канале The CW 7 октября 2014 года, а заключительная серия вышла 20 мая 2015 года, состоит из 23 серий.
Сериал повествует о двух братьях — охотниках за нечистью, которые путешествуют по Соединённым Штатам Америки на чёрной Chevrolet Impala 1967 года, расследуя паранормальные явления, многие из которых основаны на городских легендах и фольклоре, а также сражаются с порождениями зла: демонами, призраками и другой нечистью.

## В ролях

### Главные актёры
- Джаред Падалеки — Сэм Винчестер;
- Дженсен Эклс — Дин Винчестер;
- Миша Коллинз — Кастиэль и Джимми Новак;
- Марк А. Шеппард — Кроули.

### Приглашенные актёры
- Кёртис Армстронг — Метатрон;
- Бриана Бакмастер — шериф Донна Ханскам;
- Джим Бивер — Бобби Сингер;
- Роб Бенедикт — Чак Ширли / Бог;
- Фелиция Дэй — Чарли Брэдбери;
- Рут Коннелл — Ровена Маклауд;
- Эрика Кэрролл — Ханна и Кэролайн Джонсон;
- Кэтрин Ньютон — Клэр Новак;
- Тай Олссон — Бенни Лафайетт;
- Тимоти Омандсон — Каин;
- Джулиан Ричингс — Смерть;
- Ким Родс — шериф Джоди Миллс;
- Джад Тайлор — Адина;
- Тревис Аарон Уэйд — Коул Трентон;
- Дэвид Хофлин — Элдон Стайн;
- Дилан Эверетт — молодой Дин Винчестер.

## Список эпизодов
| № общий | № в сезоне | Название                                                       | Режиссёр            | Автор сценария                                                | Дата премьеры   | Зрители в США (млн) |
| --- | ---------- | -------------------------------------------------------------- | ------------------- | ------------------------------------------------------------- | --------------- | ------------------- |
| 196 | 1          | «Чёрный» «Black»                                               | Роберт Сингер       | Джереми Карвер                                                | 7 октября 2014  | 2,50                |
| Дин исчез, и Сэм пытается разыскать своего брата, не оставившего ни единого следа. Кастиэль сталкивается с довольно серьёзными осложнениями из-за предвыборной кампании Метатрона. Ему приходится ликвидировать нежелательные последствия всего того, что тот устроил в последнее время. |            |                                                                |                     |                                                               |                 |                     |
| 197 | 2          | «Райхенбах» «Reichenbach»                                      | Томас Дж. Райт      | Эндрю Дабб                                                    | 14 октября 2014 | 2,13                |
| Кроули обращает внимание на то, что Дин становится всё более агрессивным. Дин думает, что это лишь лёгкий побочный эффект его новой жизни в качестве демона, однако Кроули понимает, что печать Каина необходимо подкармливать. Тем временем Сэм оказывается в руках Коула, злобного парня, который винит Дина в смерти своего отца и намерен отомстить. |            |                                                                |                     |                                                               |                 |                     |
| 198 | 3          | «Спасённая душа» «Soul Survivor»                               | Дженсен Эклс        | Брэд Бакнер и Евгения Росс-Леминг                             | 21 октября 2014 | 2,08                |
| На Кастиэля и Ханну нападает разъярённый ангел-девушка. Кроули убивает её, предварительно забрав благодать и спасает Кастиэля. Вместе с Сэмом они с помощью человеческой крови излечивают Дина. |            |                                                                |                     |                                                               |                 |                     |
| 199 | 4          | «Бумажная луна» «Paper Moon»                                   | Жанно Шварц         | Адам Гласс                                                    | 28 октября 2014 | 1,93                |
| Целая серия нападений оборотней, которая произошла совсем недавно, приводит Винчестеров на след неожиданной подозреваемой. Ранее Сэм и Дин сохранили Кейт жизнь, но теперь они не уверены в правильности подобного решения. |            |                                                                |                     |                                                               |                 |                     |
| 200 | 5          | «Фанфик» «Fan Fiction»                                         | Фил Сгриккиа        | Робби Томпсон                                                 | 11 ноября 2014  | 2,17                |
| Братья расследуют исчезновение школьной учительницы, когда встречают юную писательницу Мэри. Девушка обожает книги «Сверхъестественное» и даже написала продолжение истории, написанной Чаком. Братья видят себя со стороны, благодаря постановке мюзикла по мотивам всех этих книг. В финале Мэри получает одобрение от автора «Сверхъестественного». |            |                                                                |                     |                                                               |                 |                     |
| 201 | 6          | «Спросите у Дживса» «Ask Jeeves»                               | Джон Маккарти       | Эрик Чармело и Николь Снайдер                                 | 18 ноября 2014  | 2,54                |
| Дин сильно удивлён тому, что нашёл в телефоне Бобби информацию о завещании. У Сэма и Дина появился шанс заполучить лёгкие деньги, и они намерены потребовать своё состояние. Однако то, что их ожидало в доме, братьям даже и не снилось. |            |                                                                |                     |                                                               |                 |                     |
| 202 | 7          | «Девчонки, девчонки, девчонки» «Girls, girls, girls»           | Роберт Сингер       | Роберт Беренс                                                 | 25 ноября 2014  | 2,30                |
| Сэм и Дин сталкиваются с демоном, который на самом деле работает на Кроули. Прежде чем у них появится шанс убить его, Ровена вступает в игру и берет всё в свои руки. Сэм и Дин понимают, что Ровена находит и обучает своих последователей искусству колдовства. Они придумывают план поймать её прежде, чем она сможет что-то сделать. А тем временем, Ханна встречается с прошлым своего сосуда — девушки по имени Кэролайн, что очень усложняет всё для неё и Кастиэля.                                     |            |                                                                |                     |                                                               |                 |                     |
| 203 | 8          | «Полиция Хиббинга» «Hibbing 911»                               | Тим Эндрю           | Сюжет: Дженни Клайн и Фил Сгриккиа Телесценарий: Дженни Клайн | 2 декабря 2014  | 2,33                |
| Джоди Миллс приходится принимать участие в эксперименте шерифов. Ей в напарницы дают очень беспокойную женщину — Донну, которая намерена сблизиться со своим новым напарником. Джоди думает, что всё очень плохо, но после обнаружения растерзанного тела, оказывается, что всё было почти нормально. Миллс понимает, что без помощи Сэма и Дина не обойтись. |            |                                                                |                     |                                                               |                 |                     |
| 204 | 9          | «Что посеешь, то и пожнёшь» «The Things We Left Behind»        | Гай Би              | Эндрю Дабб                                                    | 9 декабря 2014  | 2,62                |
| Кастиэль встречается с дочкой своего сосуда Клэр Новак, однако она убегает. Он звонит Дину и Сэму, чтобы помочь найти её. Между тем, Кроули сталкивается с большой проблемой. |            |                                                                |                     |                                                               |                 |                     |
| 205 | 10         | «Охотничьи игры» «The Hunter Games»                            | Джон Бэдэм          | Евгения Росс-Леминг и Брэд Бакнер                             | 20 января 2015  | 2,42                |
| После ужасной резни на ранчо Дин, Сэм и Кастиэль усиливают свои поиски лекарства от печати Каина, однако им катастрофически не везёт. У Кастиэля от отчаяния рождается совершенно нелепая идея, которую Сэм сразу же признаёт худшей из худших. Кроули всё ещё находится в центре заговора, который продолжает плести Ровена, а Кастиэль старается наладить отношения с Клэр. |            |                                                                |                     |                                                               |                 |                     |
| 206 | 11         | «В гостях хорошо, а дома лучше» «'There's No Place Like Home'» | Фил Сгриккиа        | Робби Томпсон                                                 | 27 января 2015  | 2,06                |
| Сэм мониторит сеть, выискивая случаи паранормальной активности, и натыкается на ролик, в котором Чарли избивает окружного прокурора. Дин думает, что Чарли вернулась из страны Оз и теперь охотится на прокурора, за личиной которого скрывается демон. Встреча с Чарли поможет братьям узнать правду. |            |                                                                |                     |                                                               |                 |                     |
| 207 | 12         | «А был ли мальчик?» «About a Boy»                              | Серж Ладусер        | Адам Гласс                                                    | 3 февраля 2015  | 2,21                |
| Дин запирается в бункере на целую неделю, исследуя печать Каина, а Сэм, пытаясь отвлечь брата от этого занятия, убеждает его расследовать случай в Пендлтоне, штат Орегон, где мужчина исчез во вспышке света. Расследование приводит Дина к тому, что он оказывается заперт в клетке в собственном теле, но в возрасте четырнадцати лет. |            |                                                                |                     |                                                               |                 |                     |
| 208 | 13         | «Остановись и гори» «Halt & Catch Fire»                        | Джон Шоуолтер       | Эрик Чармело и Николь Снайдер                                 | 10 февраля 2015 | 1,98                |
| Сэм и Дин расследуют дело в городе Спенсер, штат Айова, где пикап самостоятельно съехал с моста, убив водителя. Полагая, что это призрак мёртвого брата парня, управлявшего машиной, Сэм и Дин посыпают грузовик солью и сжигают его. Однако вскоре соседку по комнате душит шнур электропитания её собственного компьютера. Перед этим происшествием ей приходили сообщения с угрозами. |            |                                                                |                     |                                                               |                 |                     |
| 209 | 14         | «Песнь палача» «The Executioner’s Song»                        | Фил Сгриккиа        | Роберт Беренс                                                 | 17 февраля 2015 | 2,09                |
| Сэм и Дин узнают, что Каин похитил серийного убийцу по кличке Томми Толливер, а в то же время Кастиэль обнаруживает целое поле жертв Каина. Каин сталкивается с Кастиэлем и объясняет ему, что он уступил влиянию печати и теперь убивает собственных потомков, считая, что весь его род наполнен злобой. |            |                                                                |                     |                                                               |                 |                     |
| 210 | 15         | «Тяжкое бремя» «The Things They Carried»                       | Джон Бэдэм          | Дженни Клейн                                                  | 18 марта 2015   | 1,73                |
| Дин находит необычный случай в Фейетвилле, штат Северная Каролина, где человек по имени Рик сначала выпивает всю кровь из женщины, а затем кончает жизнь самоубийством. Подозревая, что это лугару или языческий бог, Сэм и Дин начинают расследование, но неожиданно сталкиваются с Коулом Трентоном, чей друг оказывается следующим, кто проявляет аналогичные симптомы. |            |                                                                |                     |                                                               |                 |                     |
| 211 | 16         | «Этюд в чёрных тонах» «Paint it Black»                         | Джон Шоуолтер       | Брэд Бакнер и Евгения Росс-Леминг                             | 25 марта 2015   | 1,70                |
| Сэм и Дин расследуют дело в Вустере, штат Массачусетс, где трое мужчин погибли ужасной смертью за две недели, двое совершили самоубийства, а одного убила жена. Из-за того, что жена ничего не помнит об убийстве, братья решают, что в церкви орудует мстительный дух. Причём единственная связь, которую они смогли найти между потерпевшим это то, что все они были на исповеди перед инцидентами. |            |                                                                |                     |                                                               |                 |                     |
| 212 | 17         | «Свой среди чужих» «Inside Man»                                | Рашаад Эрнесто Грин | Эндрю Дабб                                                    | 1 апреля 2015   | 1,70                |
| После того, как Дину становится всё хуже от печати Каина, Сэм упорно ищет средство спасения брата. Вместе с Кастиэлем он решает использовать знания Метатрона, однако Ханна отказывается выпускать преступника. Тогда Сэм и Кастиэль прибегают к помощи экстрасенса, чтобы связаться с Бобби Сингером на небесах и устроить побег Метатрону. |            |                                                                |                     |                                                               |                 |                     |
| 213 | 18         | «Книга Проклятых» «Book of the Damned»                         | П. Дж. Пеше         | Робби Томпсон                                                 | 15 апреля 2015  | 1,76                |
| Чарли связывается с Сэмом и Дином и сообщает, что нашла Книгу проклятых. Однако её преследует некий Джейкоб Стайн, который полон решимости найти книгу и утверждает, что она принадлежит его семье. Сэм и Дин встречаются с Чарли и пробуют перевести Книгу, однако это оказывается невыполнимо, так как Книга зашифрована. |            |                                                                |                     |                                                               |                 |                     |
| 214 | 19         | «Проект „Вертер“» «The Werther Project»                        | Стефан Плещински    | Роберт Беренс                                                 | 22 апреля 2015  | 1,63                |
| Сэм встречается с Ровеной в надежде, что та переведёт Книгу Проклятых. Ровена соглашается в обмен на то, что Сэм убьёт для неё Кроули, и тот соглашается на сделку. Она сообщает, что может расшифровать Книгу лишь с помощью кода расшифровки ведьмы Нади. Выясняется, что Хранители знаний, и, в частности, Магнус, спрятали её в сейфе, наложив на него мощные чары. |            |                                                                |                     |                                                               |                 |                     |
| 215 | 20         | «Сердце ангела» «Angel Heart»                                  | Стив Бойум          | Робби Томпсон                                                 | 29 апреля 2015  | 1,74                |
| Во время поисков своей матери в Талсе, штат Оклахома, Клэр попадает в неприятности, и Кастиэль вызывает Сэма и Дина на помощь. После того, как Клэр объясняет, что она пытается сделать, Винчестеры и Кастиэль решают ей помочь. Пока Сэм помогает Клэр найти информацию о её матери по кредитным картам, Дин и Кастиэль допрашивают Ронни Картрайта, последнего человека, который видел Амелию Новак 2 года назад перед её пропажей.                                                                           |            |                                                                |                     |                                                               |                 |                     |
| 216 | 21         | «Тёмная династия» «Dark Dynasty»                               | Роберт Сингер       | Евгения Росс-Леминг и Брэд Бакнер                             | 6 мая 2015      | 1,45                |
| Желая получить Книгу Проклятых обратно, Монро Стайн посылает своего сына Элдона на поиски Сэма и Дина. Однако последнему удаётся убить одного Стайна и захватить Элдона. Он объясняет Дину, что семья Стайнов существует уже тысячи лет, используют различные бедствия в истории себе на руку, богатеют и становятся сильнее, пересаживая себе органы. Он говорит, что раньше назывались Франкенштейнами. Тем временем Чарли работает с Ровеной над расшифровкой кода.                                          |            |                                                                |                     |                                                               |                 |                     |
| 217 | 22         | «Узник» «The Prisoner»                                         | Томас Дж. Райт      | Эндрю Дабб                                                    | 13 мая 2015     | 1,75                |
| Опустошённые смертью Чарли, Сэм и Дин кремируют её тело. Дин вырезает всю семью Стайнов в отместку за её убийство и винит Сэма в произошедшем. Тот получает файл с расшифровкой, который послала ему Чарли перед собственной гибелью. С его помощью Ровена узнаёт все ингредиенты для заклинания, снимающего печать Каина. |            |                                                                |                     |                                                               |                 |                     |
| 218 | 23         | «Сторож брату своему» «Brother’s Keeper»                       | Фил Сгриккиа        | Джереми Карвер                                                | 20 мая 2015     | 1,73                |
| Дин пытается охотиться, но печать Каина влияет на него настолько сильно, что он допускает смерть другого охотника. Поняв, что зашёл слишком далеко, Дин призывает Смерть, чтобы тот убил его прежде, чем пострадает кто-то ещё. Смерть объясняет, что печать — это, по сути, замок для древнего зла, которое называется Тьма, и что он не может его убить, пока он не передаст печать другому человеку. Дин отказывается, и тогда Смерть предлагает другой выход, однако этот вариант предполагает смерть Сэма. |            |                                                                |                     |                                                               |                 |                     |

### Специальный выпуск
| Название                                                                             | Рассказчик   | Дата премьеры  | Зрители в США (млн) |
| ------------------------------------------------------------------------------------ | ------------ | -------------- | ------------------- |
| «Очень специальный выпуск Сверхъестественного» «A Very Special Supernatural Special» | Роб Бенедикт | 6 октября 2014 | 1,07                |